# Il Mikado

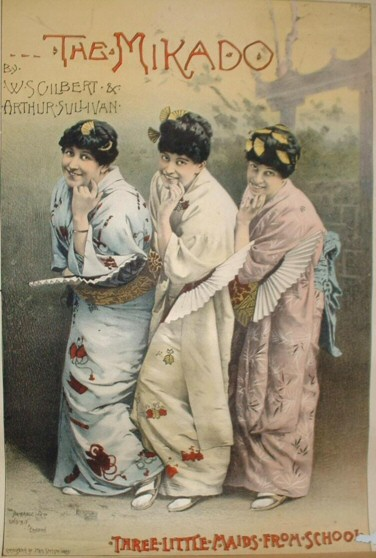
Cromolitografia da The Mikado

Il Mikado, The Mikado o The Town of Titipu, è un'opera comica (o operetta) in due atti, con musiche di Arthur Sullivan e libretto di W. S. Gilbert, la nona delle quattordici da loro composte insieme. Venne rappresentata per la prima volta a Londra il 14 marzo 1885, dove andò avanti al Savoy Theatre per 672 rappresentazioni, che non avevano alcun precedente nella storia dell'opera musicale.
La storia si svolge in Giappone, un posto esotico lontano dall'Inghilterra, che diede modo a Gilbert di fare della satira sulla politica e le istituzioni britanniche in maniera molto libera, in quanto il tutto veniva attribuito al popolo giapponese. Gilbert ambientò in località straniere diverse sue opere e fra queste, oltre a The Mikado, anche The Gondoliers, Utopia, Limited, The Grand Duke e Princess Ida, per rendere più leggero l'impatto della sua pungente satira sulle istituzioni britanniche.

## Origini del lavoro
L'opera precedente di Gilbert e Sullivan, Princess Ida, venne rappresentata soltanto per nove mesi; una durata troppo breve per i loro standard. Appena Ida diede segni di stanca, il produttore Carte comprese che, per la prima volta dalla costituzione della società fra lui e Gilbert e Sullivan, nessuna opera nuova era pronta per la messa in scena. Il 22 marzo 1884, Richard D'Oyly Carte diede a Gilbert e Sullivan la notizia che una nuova opera dovesse essere pronta entro sei mesi.
Gilbert propose inizialmente una storia per un'opera nuova su una pasticca magica che cambierebbe i personaggi, ma Sullivan trovò il soggetto artificiale e mancante di "interesse umano e probabilità", anche perché il soggetto sarebbe stato troppo simile alla loro opera precedente The Sorcerer. Non fu prima dell'8 maggio 1884 che Gilbert ebbe l'idea, e fu d'accordo a scrivere un libretto senza alcun elemento sovrannaturale. (Gilbert comunque trovò modo di usare quel soggetto in The Mountebanks, scritta con Alfred Cellier nel 1892). Egli impiegò altri dieci mesi per la scrittura del testo che fu The Mikado. Una versione revisionata del loro lavoro del 1877, The Sorcerer, accoppiata al loro atto unico Trial by Jury del (1875), venne messa in scena al Savoy mentre Carte e gli spettatori attendevano il loro nuovo lavoro.
Cellier e Bridgeman (1914) raccontarono per primi la storia riservata di come Gilbert trovò l'ispirazione:
(Cellier and Bridgeman 1914, p. 186)
La storia è attraente ma è completamente romanzesca. Gilbert venne intervistato due volte sulla ispirazione per The Mikado. In entrambe le interviste la spada venne menzionata ed in una di esse disse che era stata l'ispirazione per l'opera, ma non disse che la spada era caduta.
Inoltre, Cellier e Bridgeman non furono precisi circa l'esposizione giapponese a Knightsbridge, che non aprì prima del 10 gennaio 1885, almeno due mesi dopo che Gilbert aveva terminato il primo atto.

## Trama

### Atto Primo
L’operetta è ambientata nell’immaginaria città giapponese di Titipu. 
Il primo atto si apre con la visione di alcuni nobili e dignitari della città, i quali, atteggiati nelle iconiche pose tipiche delle stampe giapponesi, si presentano allo spettatore (“If you want to know who we are”). 

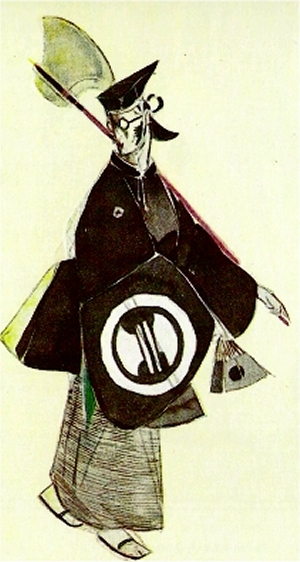
Ko-Ko in un bozzetto di Charles Ricketts del 1926

L’azione inizia poi con l’arrivo in città del musicista girovago Nanki-Poo ("A wand'ring minstrel I"), il quale chiede dove si trovi la bella Yum-Yum. Il giovane, infatti, l’anno precedente aveva suonato con una banda a Titipu e si era invaghito della fanciulla e ora è ritornato con l’intento di chiederla in sposa, avendo saputo che il suo custode, il sarto Ko-Ko, è stato arrestato e condannato a morte. Uno dei nobili, Pish-Tush, risponde dunque al musico, spiegando che il Mikado aveva decretato la pena di morte per chiunque fosse stato sorpreso a flirtare. Le autorità cittadine, dunque, per ovviare a tale situazione, avevano deciso di nominare come responsabile delle esecuzioni capitali Ko-Ko stesso, in quanto, condannato a morte per aver flirtato, non avrebbe mai potuto procedere con alcuna esecuzione senza prima compiere la sua, bloccando di conseguenza tutte le altre esecuzioni ("Our great Mikado, virtuous man"). Il protettore di Yum-Yum è dunque tornato in libertà e sposerà la fanciulla nel pomeriggio ("Young man, despair"). A dare quest’ulteriore informazione a Nanki-Poo è un altro dignitario, Pooh-Bah, uno dei pochi nobili a non essersi rifiutato di sottostare agli ordini di un umile sarto come Ko-Ko e che pertanto ora racchiude nella sua persona la quasi totalità delle cariche politiche, amministrative e religiose di Titipu. 
Poco dopo entra in scena lo stesso Ko-Ko, acclamato dai nobili (“Behold the Lord High Executioner”). Il boia, dunque, per ricambiare la deferenza mostratagli, presenta una lista di persone da lui ritenute dannose per la società e che intende condannare non appena gli sarà possibile (“At some day it may happen”).
Successivamente giunge un gruppo di ragazze appena uscite dal collegio femminile ("Comes a train of little ladies"). Tra di loro si trova anche la bella Yum-Yum, in compagnia delle due amiche Peep-Bo e Pitti-Sing (“Three little maids from school”). Nella folla la giovane riconosce Nanki-Poo, ma interviene subito Ko-Ko, che allontana il ragazzo. 
Yum-Yum e Nanki-Poo decidono dunque di incontrarsi in segreto e il musico si dichiara alla fanciulla, rivelandole anche di essere in realtà il figlio del Mikado e suo unico erede. Ad averlo fatto fuggire dalla corte e fatto vagare sotto falso nome era stata la sua ferma volontà di non sposare Katisha, dispotica dama di corte che con la sua influenza aveva convinto suo padre a combinare il matrimonio. Yum-Yum, tuttavia, essendo destinata a sposare Ko-Ko e per via della legge che impedisce alle persone di flirtare, pur ricambiando l’amore per Nanki-Poo è costretta a respingerlo ("Were you not to Ko-Ko plighted"). 
Nella scena successiva, tramite una missiva, Ko-Ko, Pooh-Bah e Pish-Tush vengono a sapere che il Mikado, constatando l’esiguo numero di condanne capitali comminate, ha deciso di degradare Titipu dal rango di città a quello di semplice villaggio. Temendo ripercussioni economiche sulla popolazione, i dignitari discutono dunque il modo in cui poter rimediare alla situazione, giungendo alla conclusione che Ko-Ko, già condannato a morte, dovrà sacrificarsi per il bene della cittadina e procedere con la sua stessa esecuzione, nonostante la sua contrarità ("I am so proud"). Poco dopo, tuttavia, vedendo che Nanki-Poo è intenzionato a suicidarsi a causa del suo amore per Yum-Yum, Ko-Ko gli propone di immolarsi per il bene di Titipu e di farsi condannare a morte. Il giovane, dopo alcune discussioni, accetta, a patto di poter sposare Yum-Yum e vivere assieme a lei per un mese. 
Titipu celebra dunque il fidanzamento tra i due ("With aspect stern and gloomy stride"), ma la gioia viene interrotta dall’arrivo di Katisha, che accusa Nanki-Poo di averlo tradito. La dama, tuttavia, viene respinta dalla popolazione che la caccia prima che ella possa rivelare la reale identità del giovane.

### Atto Secondo
Il secondo atto è aperto da Peep-Bo e Pitti-Sing che preparano Yum-Yum per il matrimonio con Nanki-Poo (“Braid the raven hair" e "The sun whose rays"). La sposa viene dunque raggiunta dall’amato e i due, dopo aver constatato che il loro matrimonio avrà una durata decisamente breve, cercano di farsi coraggio e non lasciare che ciò rovini la loro unione ("Brightly dawns our wedding-day"). 
I due vengono tuttavia prontamente avvicinati da Ko-Ko che li informa che il matrimonio non potrà avere luogo a causa dell’introduzione di una nuova legge che prevede che la moglie di un condannato a morte venga sepolta viva e pertanto Yum-Yum, qualora sposasse Nanki-Poo, sarebbe destinata a morire ("Here's a how-de-do"). Lo sposalizio viene dunque annullato e contestualmente anche il patto tra il giovane musico e Ko-Ko.
Informato dell’imminente arrivo del Mikado in città, il sarto convince dunque Nanki-Poo a fuggire assieme a Yum-Yum, in modo da poter riferire all’imperatore che i due sono stati giustiziati, assicurandosi inoltre un falso certificato di morte con la testimonianza di tutte le principali autorità cittadine, riunite nella persona di Pooh-Bah.

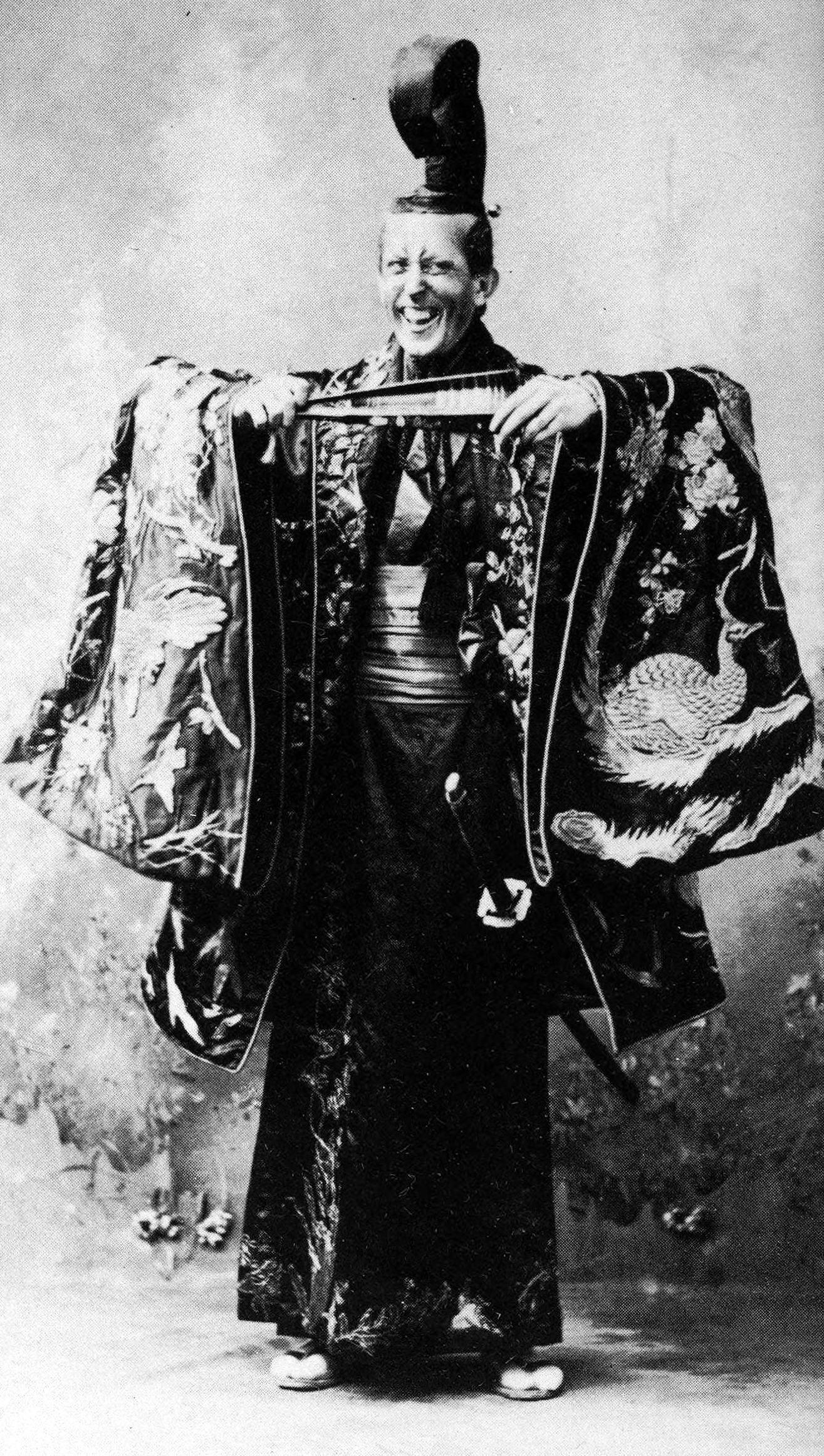
Robert Scott Fishe interpreta il Mikado in una produzione del 1895

Successivamente, preceduto da una processione, arriva il Mikado assieme a Katisha (“Mi-ya Sa-Ma”, “From every kinf of man” e “A more humane Mikado). Subito Ko-Ko, aiutato da Pooh-Bah e Pitti-Sing, annuncia l’avvenuta esecuzione di un condannato, mostrando anche il finto certificato e descrivendo i dettagli della morte del reo ("The criminal cried"). Tutto ciò rallegra il Mikado che tuttavia dichiara di essere arrivato a Titipu per cercare suo figlio, Nanki-Poo, fuggito dalla corte. Poco dopo, leggendo il certificato di morte, Katisha rivela all’imperatore che a essere stato ucciso è Nanki-Poo stesso. Ko-Ko e i suoi due aiutanti sono dunque condannati a morte per aver infranto una legge che vieta di uccidere l’erede al trono del Giappone ("See How the Fates"). 
Siccome l’esecuzione è posticipata a dopo pranzo, i tre intercettano Nanki-Poo e Yum-Yum, chiedendo loro di intercedere presso il Mikado per ottenere la grazia. Il giovane teme tuttavia che se Katisha dovesse scoprire che egli è ancora in vita lo condannerebbe a morte per essersi sottratto al matrimonio con lei ("The flowers that bloom in the spring"). L’unica via di salvezza per Ko-Ko è dunque quella di sedurre la dama, in modo da sposarla e farle dimenticare il suo amore per Nanki-Poo. 
Trovata Katisha da sola e sconsolata per la perdita del suo amato ("Alone, and yet alive"), Ko-Ko dichiara dunque il suo amore per la donna ("Tit-willow") che accoglie la proposta immediatamente ("There is beauty in the bellow of the blast"). I due vengono dunque sposati seduta stante da Pooh-Bah in veste di ufficiale del registro. Katisha implora così al Mikado la grazia per il suo novello marito e per i suoi due amici, che vengono risparmiati. 
Sul finale riappare anche Nanki-Poo, che non dovendo più temere l’ira di Katisha, può presentare a suo padre il Mikado la sua nuova nuora Yum-Yum. Sorpreso per il fatto che il figlio sia ancora vivo nonostante sia stato presentato il suo certificato di morte chiede delucidazioni a Ko-Ko, il quale si giustifica dicendo che dal momento che gli ordini reali hanno una ricaduta immediata sulla realtà, poiché la volontà dell’imperatore è legge, quando egli comanda di condannare a morte una persona, ella è da considerarsi morta proprio come se la condanna fosse stata eseguita. Vista la soddisfazione del Mikado per la risposta, l’operetta si conclude con le celebrazioni per il lieto fine e il matrimonio tra l’erede al trono e Yum-Yum ("For he's gone and married Yum-Yum").

## Successo e rappresentazioni
Al Fifth Avenue Theatre ed al Manhattan Theatre di New York dal 1885 raggiunge 250 recite. Prima della fine del 1885 fu stimato che in Europa e negli Stati Uniti almeno 150 compagnie rappresentavano l'opera. Ancora al Savoy Theatre va in scena dal 1888 con 116 recite, dal 1895 con 127 recite, dal 1896 con 226 recite e dal 1908 con 142 recite. The Mikado rimase la Savoy Opera più frequentemente rappresentata ed è particolarmente popolare fra gli interpreti dilettanti ed i gruppi scolastici. The Mikado è uno dei lavori del teatro musicale più rappresentato nella storia.
Il 4 gennaio 1886 va in scena al Her Majesty's Theatre di Dundee per la Mr R D'Oyly Carte Opera Company. Al Teatro Costanzi di Roma la prima è stata nel 1901. Nel 1983 va in scena all'Opera di Chicago e viene riproposto nel 2010 con Andrew Davis alla direzione dell'orchestra.

## Discografia parziale
- The Mikado (Original Cast) (English National Opera) - 1999 JAY